# Vetterli-Bertoldo Mod. 1870/82
Il Vetterli-Bertoldo Mod. 1870/82 fu un fucile italiano a retrocarica a otturatore girevole-scorrevole in dotazione alla Regia Marina. Era conosciuto anche come Carabina o Fucile da Marina Mod. 1882

## Storia
Le forze armate del giovane Regno d'Italia, che avevano attraversato la breccia di Porta Pia armate con il Carcano Mod. 67 ad ago, nel 1871 si erano dotate del moderno fucile a otturatore girevole-scorrevole svizzero Vetterli Mod. 1870 a percussione centrale. A causa delle restrizioni di bilancio e della poca lungimiranza dei vertici venne però acquisito nella versione monocolpo, che già nel decennio successivo dimostrò i suoi limiti sul campo di battaglia. Per ovviare all'obsolescenza del monocolpo si decise di modificare gli ancora nuovi Mod. 1870. Tra i vari progetti, emersero quelli del capitano del genio Giovanni Bertoldo e quelli del capitano di artiglieria Giuseppe Vitali. Mentre più tardi il Regio Esercito si sarebbe orientato sulle proposte di Vitali, nel 1882 Regia Marina scelse per le sue compagnie da sbarco uno degli otto progetti presentati da Bertoldo, modificando quindi il suo Fucile Mod. 1870 nel Vetterli-Bertoldo Mod. 1870/1882 dai nomi dei progettisti e dagli anni di adozione del modello iniziale e della modifica. Oltre alla versione lunga Fucile (o Carabina) Mod. 1882, venne prodotto a livello sperimentale anche una versione accorciata Moschetto Mod. 1882. Pochi anni dopo, tutti i fucili vennero ulteriormente modificati con l'installazione di un serbatoio verticale, ottenendo il Vetterli-Ferracciù Mod. 1870/90, che verrà sostituito a sua volta dal Carcano Mod. 91.

## Tecnica
Il Vetterli-Bertoldo è ottenuto per modifica della versione Fucile da fanteria del Vetterli Mod. 1870, del quale mantiene pressoché immutate canna, otturatore, alzo e baionetta a ghiera. La culatta è modificata per raccordarsi con il serbatoio tubolare sottostante. La cassa è profondamente modificata nella parte anteriore: il fusto infatti internamente è vuoto per accogliere, oltre alla solita bacchetta nettatoia, il serbatoio tubolare, capace di 9 cartucce, e la relativa molla a spirale. Cassa e canna sono unite da due fascette in ferro, entrambe con maglietta per la cinghia; una terza maglietta è sul bordo inferiore della pala del calcio. Il ponticello del grilletto conserva il caratteristico sperone per l'appoggio del dito medio.